# 麦氏对囊蕨
麦氏对囊蕨（学名：Deparia macdonellii）也称麦氏介蕨，为蹄盖蕨科介蕨属下的一个种。